# Deens voetbalelftal in 2009
Het Deens voetbalelftal speelde elf officiële interlands in het jaar 2009, waaronder zeven duels in de kwalificatiereeks voor het WK voetbal 2010 in Zuid-Afrika. De selectie stond onder leiding van de medio 2000 aangetreden oud-international Morten Olsen, en wist zich voor het eerst sinds 2001 weer te kwalificeren voor een WK-eindronde. Op de in 1993 geïntroduceerde FIFA-wereldranglijst steeg Denemarken in 2009 van de 36ste (januari 2009) naar de 28ste plaats (december 2009).

## Balans
| Wedstrijden | Wedstrijden | Wedstrijden | Wedstrijden | Doelpunten | Doelpunten | Doelpunten | Punten |
| Gespeeld    | Winst       | Gelijk      | Verlies     | Voor       | Tegen      | Saldo      | Punten |
| ----------- | ----------- | ----------- | ----------- | ---------- | ---------- | ---------- | ------ |
| 11          | 5           | 4           | 2           | 15         | 7          | +8         | 1.273  |

## Interlands
|                                                                  |                 |       |                   |                                                                                                  |
| 11 februari Vriendschappelijk № 737 «onderlinge duels» 20:15 uur | Griekenland     | 1 – 1 | Denemarken        | Georgios Karaiskákis Stadion , Piraeus Toeschouwers: 5.000 Scheidsrechter: Alberto Undiano (ESP) |
| 11 februari Vriendschappelijk № 737 «onderlinge duels» 20:15 uur | Fanis Gekas 61' |       | 49' Jonas Borring | Georgios Karaiskákis Stadion , Piraeus Toeschouwers: 5.000 Scheidsrechter: Alberto Undiano (ESP) |

|                                                             |       |                                                         |            |                                                                                      |
| 28 maart WK-kwalificatie № 738 «onderlinge duels» 19:30 uur | Malta | 0 – 3                                                   | Denemarken | Ta' Qali Stadium, Ta' Qali Toeschouwers: 6.235 Scheidsrechter: Tomasz Mikulski (POL) |
| 28 maart WK-kwalificatie № 738 «onderlinge duels» 19:30 uur |       | 12' Søren Larsen 23' Søren Larsen 89' Morten Nordstrand |            | Ta' Qali Stadium, Ta' Qali Toeschouwers: 6.235 Scheidsrechter: Tomasz Mikulski (POL) |

|                                                            |                                                           |       |         |                                                                             |
| 1 april WK-kwalificatie № 739 «onderlinge duels» 19:30 uur | Denemarken                                                | 3 – 0 | Albanië | Parken, Kopenhagen Toeschouwers: 24.320 Scheidsrechter: Damir Skomina (SLO) |
| 1 april WK-kwalificatie № 739 «onderlinge duels» 19:30 uur | Leon Andreasen 31' Søren Larsen 37' Christian Poulsen 80' |       |         | Parken, Kopenhagen Toeschouwers: 24.320 Scheidsrechter: Damir Skomina (SLO) |

|                                                           |        |                       |            |                                                                              |
| 6 juni WK-kwalificatie № 740 «onderlinge duels» 20:00 uur | Zweden | 0 – 1                 | Denemarken | Råsunda Stadion, Solna Toeschouwers: 33.619 Scheidsrechter: Mike Riley (ENG) |
| 6 juni WK-kwalificatie № 740 «onderlinge duels» 20:00 uur |        | 22' Thomas Kahlenberg |            | Råsunda Stadion, Solna Toeschouwers: 33.619 Scheidsrechter: Mike Riley (ENG) |

|                                                                  |                  |       |                                        |                                                                                       |
| 12 augustus Vriendschappelijk № 741 «onderlinge duels» 20:15 uur | Denemarken       | 1 – 2 | Chili                                  | Brøndby Stadion, Brøndby Toeschouwers: 8.700 Scheidsrechter: Kristinn Jakobsson (ISL) |
| 12 augustus Vriendschappelijk № 741 «onderlinge duels» 20:15 uur | Lasse Schöne 63' |       | 61' Esteban Paredes 69' Alexis Sánchez | Brøndby Stadion, Brøndby Toeschouwers: 8.700 Scheidsrechter: Kristinn Jakobsson (ISL) |

|                                                                |                      |       |             |                                                                               |
| 5 september WK-kwalificatie № 742 «onderlinge duels» 20:00 uur | Denemarken           | 1 – 1 | Portugal    | Parken, Kopenhagen Toeschouwers: 37.998 Scheidsrechter: Massimo Busacca (SUI) |
| 5 september WK-kwalificatie № 742 «onderlinge duels» 20:00 uur | Nicklas Bendtner 43' |       | 86' Liédson | Parken, Kopenhagen Toeschouwers: 37.998 Scheidsrechter: Massimo Busacca (SUI) |

|                                                                |                   |       |                      |                                                                                   |
| 9 september WK-kwalificatie № 743 «onderlinge duels» 20:30 uur | Albanië           | 1 – 1 | Denemarken           | Qemal Stafastadion, Tirana Toeschouwers: 8.000 Scheidsrechter: Cüneyt Çakır (TUR) |
| 9 september WK-kwalificatie № 743 «onderlinge duels» 20:30 uur | Erjon Bogdani 51' |       | 40' Nicklas Bendtner | Qemal Stafastadion, Tirana Toeschouwers: 8.000 Scheidsrechter: Cüneyt Çakır (TUR) |

|                                                               |                   |       |        |                                                                             |
| 10 oktober WK-kwalificatie № 744 «onderlinge duels» 20:00 uur | Denemarken        | 1 – 0 | Zweden | Parken, Kopenhagen Toeschouwers: 37.800 Scheidsrechter: Manuel Mejuto (ESP) |
| 10 oktober WK-kwalificatie № 744 «onderlinge duels» 20:00 uur | Jakob Poulsen 78' |       |        | Parken, Kopenhagen Toeschouwers: 37.800 Scheidsrechter: Manuel Mejuto (ESP) |

|                                                               |            |                  |           |                                                                             |
| 14 oktober WK-kwalificatie № 745 «onderlinge duels» 20:45 uur | Denemarken | 0 – 1            | Hongarije | Parken, Kopenhagen Toeschouwers: 36.966 Scheidsrechter: Florian Meyer (GER) |
| 14 oktober WK-kwalificatie № 745 «onderlinge duels» 20:45 uur |            | 35' Ákos Buzsáky |           | Parken, Kopenhagen Toeschouwers: 36.966 Scheidsrechter: Florian Meyer (GER) |

|                                                                  |            |       |            |                                                                                     |
| 14 november Vriendschappelijk № 746 «onderlinge duels» 20:00 uur | Denemarken | 0 – 0 | Zuid-Korea | Blue Water Arena, Esbjerg Toeschouwers: 15.460 Scheidsrechter: Martin Hansson (SWE) |
| 14 november Vriendschappelijk № 746 «onderlinge duels» 20:00 uur |            |       |            | Blue Water Arena, Esbjerg Toeschouwers: 15.460 Scheidsrechter: Martin Hansson (SWE) |

|                                                                  |                                                          |       |                     |                                                                            |
| 18 november Vriendschappelijk № 747 «onderlinge duels» 20:30 uur | Denemarken                                               | 3 – 1 | Verenigde Staten    | NRGi Park, Aarhus Toeschouwers: 15.192 Scheidsrechter: Craig Thomson (SCO) |
| 18 november Vriendschappelijk № 747 «onderlinge duels» 20:30 uur | Johan Absalonsen 47' Søren Rieks 52' Martin Bernburg 55' |       | 26' Jeff Cunningham | NRGi Park, Aarhus Toeschouwers: 15.192 Scheidsrechter: Craig Thomson (SCO) |

## FIFA-wereldranglijst
| JAN | FEB | MAR | APR | MEI | JUN | JUL | AUG | SEP | OKT | NOV | DEC |
| --- | --- | --- | --- | --- | --- | --- | --- | --- | --- | --- | --- |
| 36  | 34  | 38  | 29  | 29  | 24  | 15  | 15  | 16  | 27  | 26  | 28  |

## Statistieken
| Thomas Sørensen       | 1976-06-12 | Stoke City        | 9  | 0 | 0 | 85 | 0 |
| Stephan Andersen      | 1981-11-26 | Brøndby IF        | 2  | 0 | 0 |    |   |
| Jesper Christiansen   | 1978-04-24 | FC Kopenhagen     | 0  | 1 | 0 | 10 | 0 |
| Verdediging           |            |                   |    |   |   |    |   |
| Lars Jacobsen         | 1979-09-20 | Blackburn Rovers  | 11 | 0 | 0 |    |   |
| Simon Kjær            | 1989-03-26 | US Palermo        | 7  | 0 | 0 |    |   |
| Daniel Agger          | 1984-12-12 | Liverpool         | 6  | 0 | 0 |    |   |
| Michael Jakobsen      | 1986-01-02 | Aalborg BK        | 5  | 0 | 0 |    |   |
| Per Krøldrup          | 1979-07-31 | AC Fiorentina     | 4  | 0 | 0 |    |   |
| Anders M. Christensen | 1977-07-26 | Odense BK         | 4  | 0 | 0 |    |   |
| Leon Jessen           | 1986-06-11 | FC Midtjylland    | 1  | 0 | 0 |    |   |
| Michael Lumb          | 1988-01-09 | Aarhus GF         | 1  | 0 | 0 |    |   |
| Chris Sørensen        | 1977-07-25 | Odense BK         | 1  | 0 | 0 |    |   |
| Kris Stadsgaard       | 1985-08-01 | Rosenborg BK      | 0  | 1 | 0 |    |   |
| Middenveld            |            |                   |    |   |   |    |   |
| Christian Poulsen     | 1980-02-28 | Juventus          | 11 | 0 | 1 |    |   |
| Jakob Poulsen         | 1983-07-07 | Aarhus GF         | 8  | 2 | 1 | 10 | 1 |
| Martin Jørgensen      | 1975-10-06 | Aarhus GF         | 8  | 0 | 0 |    |   |
| Daniel Jensen         | 1979-06-25 | Werder Bremen     | 5  | 1 | 0 |    |   |
| Thomas Kahlenberg     | 1983-03-20 | VfL Wolfsburg     | 3  | 0 | 1 |    |   |
| William Kvist         | 1985-02-24 | FC Kopenhagen     | 2  | 3 | 0 | 14 | 0 |
| Leon Andreasen        | 1983-04-23 | Hannover 96       | 1  | 2 | 1 |    |   |
| Thomas Enevoldsen     | 1987-07-27 | FC Groningen      | 1  | 2 | 0 |    |   |
| Michael Silberbauer   | 1981-07-07 | FC Utrecht        | 1  | 2 | 0 |    |   |
| Søren Rieks           | 1987-04-07 | Esbjerg fB        | 1  | 1 | 1 |    |   |
| Hjalte Bo Nørregaard  | 1981-04-08 | FC Kopenhagen     | 0  | 3 | 0 |    |   |
| Lasse Schöne          | 1986-05-27 | NEC Nijmegen      | 0  | 1 | 1 |    |   |
| Thomas Augustinussen  | 1981-03-20 | Red Bull Salzburg | 0  | 1 | 0 |    |   |
| Thomas Kristensen     | 1983-04-17 | FC Kopenhagen     | 0  | 1 | 0 |    |   |
| Aanval                |            |                   |    |   |   |    |   |
| Dennis Rommedahl      | 1978-07-22 | Ajax Amsterdam    | 9  | 0 | 0 |    |   |
| Nicklas Bendtner      | 1988-01-16 | Arsenal FC        | 8  | 1 | 2 |    |   |
| Jon Dahl Tomasson     | 1976-08-29 | Feyenoord         | 5  | 0 | 0 |    |   |
| Søren Larsen          | 1981-09-06 | MSV Duisburg      | 2  | 3 | 3 |    |   |
| Morten Rasmussen      | 1985-01-31 | Celtic            | 2  | 0 | 0 |    |   |
| Jesper Grønkjær       | 1977-08-12 | FC Kopenhagen     | 1  | 5 | 0 |    |   |
| Jonas Borring         | 1985-01-04 | FC Midtjylland    | 1  | 2 | 1 |    |   |
| Morten Nordstrand     | 1983-06-08 | FC Groningen      | 1  | 1 | 1 | 11 | 4 |
| Martin Bernburg       | 1985-12-23 | Brøndby IF        | 0  | 3 | 1 | 4  | 1 |
| Johan Absalonsen      | 1985-09-16 | Odense BK         | 0  | 2 | 1 |    |   |
| Jesper Bech           | 1982-05-25 | Silkeborg IF      | 0  | 1 | 0 |    |   |
| Martin Vingaard       | 1985-03-20 | FC Kopenhagen     | 0  | 1 | 0 | 6  | 1 |